# Hammada
Hammada är ett släkte av amarantväxter som ingår i familjen amarantväxter. Släktet innehåller arterna Hammada elegans och Hammada leptoclada.

## Bildgalleri

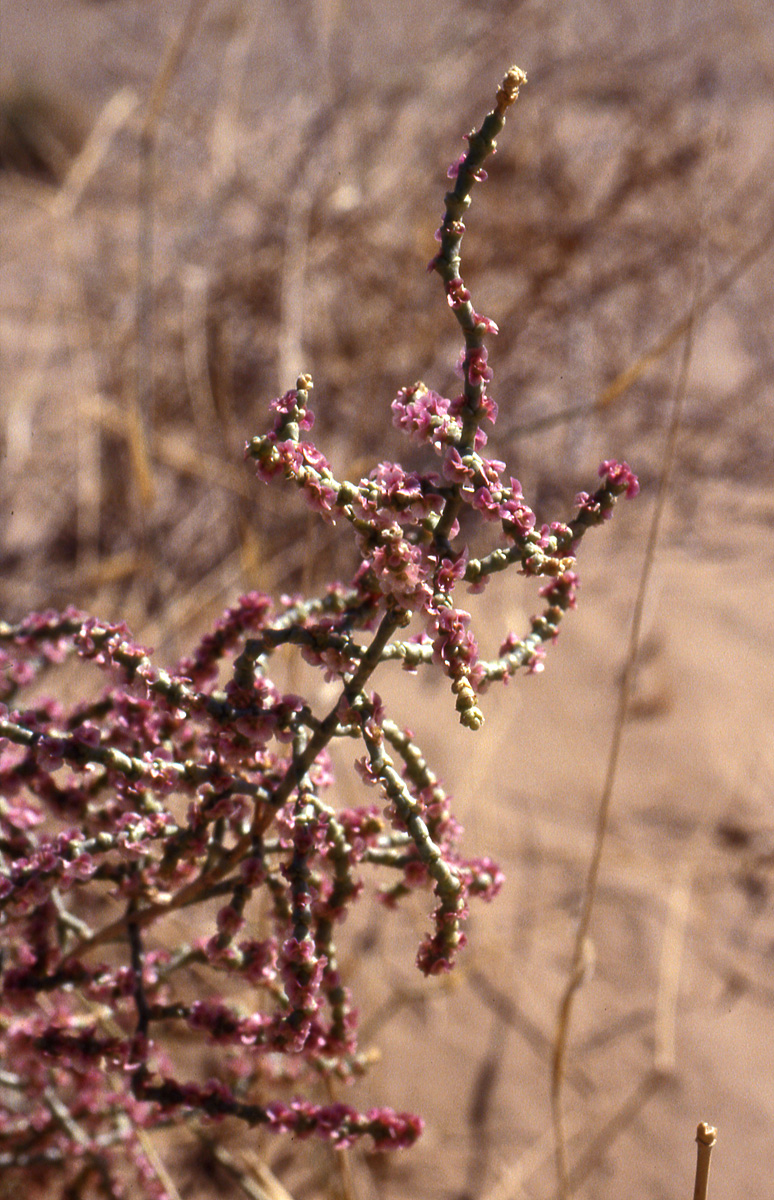
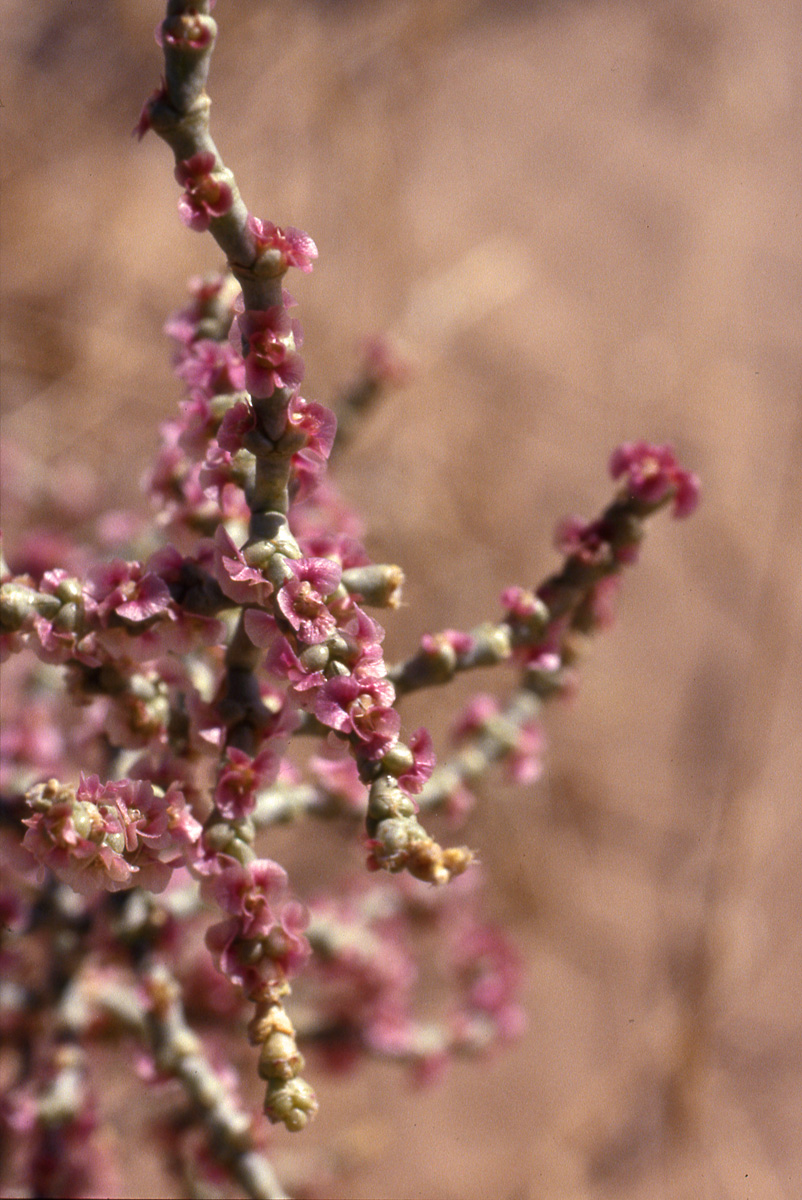